# Elizabeth Ferrars
Elizabeth Ferrars (nata Morna Doris MacTaggart; Yangon, 6 settembre 1907 – 30 marzo 1995) è stata una scrittrice britannica di libri gialli.
È anche conosciuta come E. X. Ferrars, firma coniata dagli editori statunitensi; Ferrars era il nome della madre.

## Biografia
Nacque a Rangoon (nome corrente Yangon), in Birmania, in una famiglia scozzese che commerciava in legname e riso. Nei primi anni di vita ebbe una bambinaia tedesca, e la famiglia intendeva mandarla a Berlino per completare la sua educazione. A causa del deteriorarsi dei rapporti tra Inghilterra e Germania, all'età di sei anni fu mandata in una scuola inglese. Terminò gli studi alla Bedales School (1918-1924).
Negli anni successivi, ha affermato che non sarebbe mai stata in grado di scrivere romanzi polizieschi se non avesse imparato il tedesco da giovane dalla sua bambinaia: la struttura della frase rigorosa e le complesse regole della grammatica sono state una preparazione indispensabile per concepire la trama di una storia poliziesca. Non poté iscriversi ai corsi superiori di letteratura inglese, perché non proveniva da una scuola in cui si studiassero il latino e il greco antico, perciò si diplomò in giornalismo alla London University (1925-1928), e scrisse due romanzi firmati con il suo nome vero nei primi anni del 1930, quando incontrò e sposò il suo primo marito. Intorno al 1940, conobbe un docente di botanica presso il Bedford College di Londra, il professor Robert Brown, e nello stesso anno pubblicò il suo primo romanzo giallo, Give a Corpse a Bad Name. A partire dal 1942, separatasi dal primo marito, si trasferì in Belsize Park, a Londra. 
Tuttavia, non ottenne il divorzio fino all'ottobre 1945,  e solo allora sposò Brown. Rimase in buoni rapporti con il suo primo marito, anche lui risposatosi. Nel 1951 i Brown si trasferirono alla Cornell University, dove a suo marito fu offerto un impiego. Nonostante l'apprezzabile aspetto finanziario, rispetto al clima di austerità economica del dopoguerra in tutta Europa, dopo un solo anno negli Stati Uniti, tornarono in Gran Bretagna, a causa del Maccartismo. Furono infatti turbati dal clima di caccia alle streghe contro scrittori e accademici accusati di simpatizzare con le idee comuniste. Nel 1953 divenne una dei membri fondatori della Crime Writers' Association. Nel 1958 è stata inserita nella famosa Detection Club
Dal 1957, quando il marito fu nominato Regio Professore di Botanica all'università di Edimburgo, fino a quando andò in pensione , nel 1977, vissero a Edimburgo. In seguito si spostarono a sud nel villaggio di Blewbury, nell'Oxfordshire, dove vissero fino all'improvvisa morte di lei, nel 1995. La Ferrars dichiarava di non professare alcuna fede religiosa e probabilmente fu determinante nell'orientare suo marito, che era un evangelista, verso l'agnosticismo, negli anni trenta. Fu sepolta in Blewbury con una cerimonia laica. Il suo ultimo romanzo, A Thief in the Night, fu pubblicato postumo, nel 1995. 
L'opera della Ferrars è costituita in gran parte da romanzi autonomi, ma scrisse anche alcune serie con personaggi ricorrenti. I suoi primi cinque romanzi hanno come protagonista Toby Dyke, giornalista freelance, e il suo compagno, George, che usa diversi cognomi e si lascia intendere che sia un ex criminale. Verso la fine della carriera, cominciò a scrivere romanzi aventi come protagonisti una coppia, Virginia e Felix Freer, e un botanico in pensione, Andrew Basnett. Molti racconti vedono come protagonista un anziano detective di nome Jonas P. Jonas.
La sua produzione è dovuta alla grande autodisciplina e al metodo di lavoro molto meticoloso. Elaborava nel dettaglio le trame delle sue storie in quaderni scritti a mano, prima di compilarli in manoscritti; ha affermato di scriverli a ritroso a partire dall'epilogo. Basò i suoi personaggi e le situazioni narrate nelle storie sulle persone che conobbe e sulle cose che vide nel corso della vita. Viaggiò con il marito quando la carriera accademica lo richiese, per esempio ad Adelaide, dove fu visiting professor alla University of South Australia, e in vacanze di piacere, specialmente a Madeira, che i due coniugi amarono molto.

## Opere

### Romanzi scritti come Morna MacTaggart
- Turn Single, 1932;
- Broken Music, 1934;

### Serie di Toby Dyke
- Give a Corpse a Bad Name, 1940;
- Remove the Bodies, 1941, pubblicato negli Stati Uniti con il titolo Rehearsals for Murder;
- Death at Botanist's Bay, 1941, pubblicato negli Stati Uniti con il titolo Murder of a Suicide;
- Don't Monkey with Murder, 1942, pubblicato negli Stati Uniti con il titolo The Shape of a Stain;
  - Col delitto non si scherza, unica traduzione autorizzata [dall'inglese] di Vittoria Rossi Ancona, A. Martello, Milano 1950;
- Your Neck in a Noose, 1942, pubblicato negli Stati Uniti con il titolo Neck in a Noose;
  - La corda al collo, Martello, Milano 1950;

### Serie di Virginia e Felix Freer
- Last Will and Testament, 1978;
  - Il testamento incredibile, Il Giallo Mondadori n. 1622, 1980;
- Frog in the Throat, 1980
  - Una rana in fondo al fiume, Il Giallo Mondadori n. 1715, 1981;
- Thinner Than Water, 1981;
- Death of a Minor Character, 1983;
- I Met Murder, 1985;
  - Incontro al delitto, traduzione di Elsa Pelitti, Il Giallo Mondadori n.1981, 1987;
- Woman Slaughter, 1989;
  - A colpi di martello, Il Giallo Mondadori n. 2195, 1991;
- Sleep of the Unjust, 1990;
  - Il sonno dell'ingiusto, Il Giallo Mondadori n. 2228, 1991;
- Beware of the Dog, 1992; 
  - L'eredità della vecchia signora, Il Giallo Mondadori n. 2296, 1993;

### Serie di Andrew Basnett
- Something Wicked, 1983;
  - Male ne verrà, Garden editoriale, Milano 1986;
- The Root of All Evil, 1984;
- The Crime and the Crystal, 1985;
  - A colpi di cristallo, Il Giallo Mondadori n.1939, 1986;
- The Other Devil's Name, 1986; 
  - In nome del diavolo, Il Giallo Mondadori n.1999, 1987;
- A Murder Too Many, 1988;
  - Un delitto di troppo, Il Giallo Mondadori n.2113, 1989;
- Smoke Without Fire, 1990;
  - La pagina strappata, Il Giallo Mondadori n.2457, 1996;
- A Hobby of Murder, 1994;
- A Choice of Evils, 1995;

### Altri romanzi
- I, Said The Fly, 1945; 
  - Io, disse la mosca, unica traduzione autorizzata [dall'inglese] di Frida Ballini, A. Martello, Milano 1952;
- Murder among Friends, 1946, titolo USA Cheat the Hangman;
  - Assassinio fra amici, unica traduzione autorizzata [dall'inglese] di Luisa Benassi, A. Martello, Milano 1952;
- With Murder in Mind, 1948;
- The March Hare Murders, 1949;
- Milk of Human Kindness, 1950;
- Hunt the Tortoise, 1950;
- The Clock that Wouldn't Stop, 1952;
  - L'orologio, I Classici del Giallo Mondadori n.1116, 2001
- Alibi for a Witch, 1952;
- Murder in Time, 1953;
  - La morte bussa in tempo, traduzione di Gigliola Tocchetti, Il Giallo Mondadori n. 593, 1960; I classici del giallo n. 1031, 2004;
  - Partire è un po' morire, traduzione di Marisa Castino Bado,  I Bassotti n. 150, Polillo, Milano 2014;
- The Lying Voices, 1954;
- Enough to Kill a Horse, 1955;
  - Senza scampo, traduzione di Marilena Caselli, I Classici del Giallo Mondadori n. 1133, 2006;
- Always Say Die, 1956, titolo USA We Haven't Seen Her Lately;
  - Cadavere in vacanza, Il Giallo Mondadori n. 449, 1957;
- Murder Moves In, 1956, titolo USA Kill or Cure
- Furnished for Murder, 1957;
  - Assassino allo specchio, Il Giallo Mondadori n. 491, 1958;
- Unreasonable Doubt, 1958, titolo USA Count the Cost;
  - Atroce dubbio, Il Giallo Mondadori n. 556, 1959;
- A Tale of Two Murders, 1959, titolo USA Depart This Life; 
  - Rebus per otto, Il Giallo Mondadori n. 633, 1961;
- Fear the Light, 1960;
  - La ridda dei sospetti, Il Giallo Mondadori n. 1078, 1969;
- Sleeping Dogs, 1960;
  - ... Il can che dorme, Il Giallo Mondadori n. 675, 1962;
- The Wandering Widows, 1962;
- The Busy Body, 1962, titolo USA Seeing Double;
  - Alibi cercasi, Il Giallo Mondadori n. 832, 1965;
- The Doubly Dead, 1963;
  - Doppia morte, Il Giallo Mondadori n. 909, 1966;
- A Legal Fiction, 1964, titolo USA The Decayed Gentlewoman;
  - Delitto a regola d'arte, Il Giallo Mondadori n. 1012, 1968;
- Ninth Life, 1965;
  - Una vita di troppo, Gli speciali del Giallo Mondadori n. 70
- No Peace for the Wicked, 1965; 
  - Non c'è scampo per chi uccide, Il Giallo Mondadori n. 978, 1967;
- Zero at the Bone, 1967; 
  - Gelo nelle ossa, Il Giallo Mondadori n. 1030, 1968;
- The Swaying Pillars, 1968;
- Skeleton Staff, 1969;
  - L'incubo di Camilla, Il Giallo Mondadori n. 1159, 1971;
  - La sorella cattiva, I Classici del Giallo Mondadori n. 774, 1996;
- The Seven Sleepers, 1970;
  - L'ottava moglie di Mister G, Il Giallo Mondadori n. 1270, 1973; I Classici del Giallo Mondadori n. 1315, 2013;
- A Stranger and Afraid, 1971; 
  - Nemici di famiglia, Il Giallo Mondadori n. 1227, 1972;
- Breath of Suspicion, 1972;
- The Small World of Murder, 1973;
  - Con odio e con rancore, Il Giallo Mondadori n. 1337, 1974;
- Foot in the Grave, 1973;
  - Un piede nella fossa, Il Giallo Mondadori n. 2723, 2001;
- Hanged Man's House, 1974;
- Alive and Dead, 1974;
  - Vivo e morto, Il Giallo Mondadori n. 1376, 1975;
- Drowned Rat, 1975;
  - Una nube di sospetti, Il Giallo Mondadori n. 1405, 1976;
- The Cup and the Lip, 1975;
  - Veleno in Paradiso, Il Giallo Mondadori n. 1455, 1976;
- Blood Flies Upwards, 1976;
  - Cento ore di paura, Il Giallo Mondadori n. 1524, 1978;
- The Pretty Pink Shroud, 1977;
  - Sudario rosa, Il Romanzo Giallo Garden n. 23
- Murders Anonymous, 1977;
- In at the Kill, 1978;
  - Nell'occhio del delitto, Il Giallo Mondadori n. 1650, 1980;
- Witness Before the Fact, 1979;
- Experiment with Death, 1981;
  - Esperimento con la morte, Il Giallo Mondadori n. 1794, 1983;
- Skeleton in Search of a Cupboard, 1982, titolo USA Skeleton in Search of a Closet;
- Come and Be Killed, 1987;
  - Vieni che ti ammazziamo, Il Giallo Mondadori n. 2059, 1988;
- Trial by Fury, 1989;
  - Una tragedia familiare, Il Giallo Mondadori n. 2157, 1990;
- Danger from the Dead, 1991;
- Answers Came There None, 1992;
- Thy Brother Death, 1993;
  - L'incendio nella stanza, Il Giallo Mondadori n. 2433, 1995;
- Seeing Is Believing, 1994;
- A Thief in the Night, 1995;

### Raccolte di racconti
- Designs on Life, 1980
- Sequence of Events, 1989
- The Casebook of Jonas P. Jonas and Other Mysteries, Crippen & Landru, 2012

### Articoli
"No Danger to Detectives!" [Replica all'autore di fantascienza John Wyndham's "Roar of the Rockets." John O'London's Weekly 9 aprile 1954

## Adattamenti cinematografici
"We Haven't Seen Her Lately," tratto dal romanzo della Ferrars, con George C. Scott, Kraft Television Theatre (Aug. 1958)